# Leontynów
Leontynów [lɛɔnˈtɨnuf] est un village polonais de la gmina de Młodzieszyn dans le powiat de Sochaczew et dans la voïvodie de Mazovie.